# Hiperventilació
La hiperventilació o acceleració i amplificació de la respiració humana és una ventilació no fisiològica, és a dir, amb modificació de les pressions parcials normals dels gasos sanguinis. Quan hi ha una hiperventilació la pressió parcial de diòxid de carboni en els pulmons (i per conseqüència també dins la sang arterial) disminueix. Això, produirà un increment del pH (una alcalosi), anomenada en aquest cas alcalosi respiratòria i que pot ser aguda o crònica.
També es pot practicar la hiperventilació voluntàriament per a obtenir un estat de trànsit com en l'apnea esportiva del submarinisme, una acció no exempta de possibles complicacions.

## Riscos
En general el perill més freqüent és que la víctima cedeixi al pànic amb els riscos que en són inherents, caiguda, xocs, traumatismes, etc. La baixada de pressió d'aire en la cabina dels avions pot portar a la hiperventilació.

## Causes
Les causes són nombroses i variades, voluntàries i patològiques, incloent:
- L'ansietat.[4]
- La febre, el dolor intens.
- L'abús de begudes alcohòliques o de drogues.
- Consum excessiu de certs medicaments (com l'aspirina).[5]
- Consum excessiu de cafè.[6]
- Certes malalties pulmonars o coronàries.
- L'asma,[7] l'obesitat, l'altitud i l'acidosi metabòlica.
- L'estrèsi la síndrome d'esgotament professional.[8]
- Congestió nasal derivada de rinoplàstia.[9]
- L'esforç físic intens.
- L'exposició a l'aire de la cabina d'una aeronau per olis químics (síndrome aerotòxica).
- Voluntat d'aconseguir una apnea perllongada.

## Símptomes
En la hiperventilació la respiració s'accelera i esdevé panteixant, hi ha vertigen, agitació, tremolor, taquicàrdia, diaforesi, hipotensió arterial, pèrdua de l'equilibri, etc. També hi pot haver problemes de visió (visió doble o nistagme, per exemple), palpitacions, síncope, parestèsies, sensació que el cos flota, de mareig, de pèrdua de consciència. Un individu hiperventilat presenta un notable increment de la freqüència en el traçat de les ones capnogràfiques. Forma part dels mecanismes causants de dispnea persistent en els supervivents a la infecció pel SARS-CoV-2.

## Prevenció
La hiperventilació pot formar part de les manifestacions d'una altra patologia, com una infecció greu, una angina de pit o un tromboembolisme pulmonar i s'ha d'avaluar adequadament.